# Ремко Евенепул
Ремко Eвенепул (на нидерландски: Remco Evenepoel) е белгийски професионален колоездач. Син на професионалния колоездач Патрик Евенепул, който през 1993 г. печели Голямата награда на Валония. Ремко започва спортната си кариера като футболист като играе за младежките отбори на РСК Андерлехт, ПСВ Айндховен и националния младежки отбор на Белгия. През 2017 г. се преориентира към колоезденето. След като печели масовия старт и часовника при младежите на Световното първенство по шосейно колоездене през 2018 в Инсбрук подписва професионален договор с Декьоник-Куик-Степ като по този начин прескача международната категория до 23 години. През 2022 печели Обиколката на Испания и общия старт на световното първенство в Австралия.

## Кариера

### Ранни години
Ремко Евенепул започва спортната си кариера едва на петгодишна възраст като футболист когато се присъединява към Андерлехт. На единадесет се мести в младежката академия на ПСВ Айндховен, но се завръща в Андерлехт когато е на четиринадесет. Играе четири мача за националния отбор на Белгия до 15 г. и пет мача за националния отбор до 16 г. След някои неуспехи и разочарования той се ориентира към колоезденето през 2017 г. Печели и часовника и масовия старт при младежите на Европейското първенство по колоездене през 2018 г. В масовия старт печели с разлика от 9 минути и 44 секунди пред втория. По-късно през същата година печели и часовника и масовия старт на световното първенство за младежи. 

### Декьоник–Куик-Степ
През юли 2018 обявява че ще кара за Декьоник–Куик-Степ през сезон 2019. През първия си сезон се състезава в кратки състезания и пропуска еднодневните класики с павирани участъци. В дебютното си състезание Обиколка на Сан Хуан, Евенепул печели класирането при младежите и завършва на девето място в генералното класиране. Постига и първия си професионален подиум като завършва на трети етап – бягане по часовник – след съотборника си Жулиен Алафилип и Валерио Конти.